# 李晓明
李晓明（1957年5月—），汉族，湖北沙市人，中国计算机科学家，大學教授，第十一、十二、十三届全国政协委员。

## 生平
1982年获哈尔滨工业大学学士学位，1986年获美国史蒂文斯理工学院博士学位。历任北京大学校长助理、副教务长、“211”办公室主任。
2008年，当选第十一届全国政协委员，代表科学技术界，分入第三十一组。2013年，当选第十二届全国政协委员。2018年1月，当选第十三届全国政协委员。
2023年，他擔任大灣區大學教學負責人兼讲席教授，以及信息科学技术学院代理院长。